# Che, un hombre de este mundo
Che, un hombre de este mundo es una película de Argentina filmada en colores dirigida por Marcelo Schapces sobre su propio guion que se estrenó el 11 de noviembre de 1999. Colaboró en la investigación periodística Matilde Michanie. Es una de las varias películas que se produjeron con motivo del 30.º aniversario de la muerte del guerrillero asesino de orientación marxista Ernesto Guevara, sucedida en 1967.

## Sinopsis
La vida del guerrillero Ernesto Guevara con base en los testimonios de quienes lo conocieron personalmente en su vida diaria y en sus combates.

## Testimonios
- Alberto Granado
- Melba Hernández
- Enrique Oltuski
- Alberto Castellano
- Oscar Fernandez Mel
- Joel Iglesias
- Aristidis Guerra
- Orlando Borrego
- José Mendoza Argudín
- Alida Guevara March
- Evelio Zulueta Parera
- Liborio Noval
- Alberto Díaz “Korda”
- Harruy Villegas “Pombo”

## Comentarios
Página 12 escribió:

«Con imágenes sencillas, asoma l cariño más que la admiración y la emotividad alcanza su punto máximo con el relato de su hija.»

Leonardo Navarro en el sitio Dynamo escribió:

«Los testimonios están bien seleccionados en la intención de glorificar al Che. Pero el documental sería mucho mejor si el director no hubiera sucumbido a la tentación de agilizar el tratamiento por medio de placas elípticas que no coinciden con el ritmo del relato de personas que en su mayoría superan los sesenta años .»

Guillermo Ravaschino  en Cineismo escribió:

« … una respetable cuota de coherencia …no ostenta originalidad formal alguna, tiene el mérito de elegir un ángulo ciertamente humano de aproximación: las entrevistas a un puñado de sobrevivientes de la primera hora. Una mujer y varios hombres que no sólo combatieron –muchos de ellos– junto a él en el '59, sino que formaron parte del gobierno revolucionario en su tramo inicial. Es decir que conocieron al Che en el llano y en el poder, en la guerra como en la paz –que nunca fue completa, claro– y desde allí lo pintan. Al retrato no le faltan trazos refulgentes, producto de la devoción y admiración que el personaje sigue convocando en ellos (y de pequeñas y grandes batallas de esas que no se olvidan). Pero también afloran otras pinceladas, mucho menos habituales, que honran al film en su propósito central… el humor del Che, sus desastrosas cualidades para el canto, cierto culto al trabajo en el límite de lo enfermizo… bastante ágil …no le faltan datos de interés desde el punto de vista periodístico.

Pablo O. Scholz en Clarín dijo:

«…no aporta nada nuevo para quien conozca al Che, excepto desentrañar la imagen del personaje hacia aquellos que poco o nada sepan acerca de él y su lucha.»